# R. J. B. Knight
Roger John Beckett Knight, stets R. J. B. Knight zitiert (* 11. April 1944), ist ein britischer Marinehistoriker, spezialisiert auf die Kriegsmarine im 18. Jahrhundert. Er war am National Maritime Museum in Greenwich.
Knight studierte am Trinity College Dublin und der University of Sussex und wurde 1972 am University College London promoviert ("The Royal Dockyards in England at the time of the American War of Independence"). Ab 1974 war er Kurator am National Maritime Museum, an dem er verschiedene Funktionen (Archiv, Ausstellungen) hatte und zuletzt stellvertretender Direktor war. Nach seinem Ruhestand 2001 lehrte er Marinegeschichte an der University of Greenwich, ab 2005 als Professor für Marinegeschichte.
Unter anderem schrieb er eine Biographie von Horatio Nelson und studierte den Schiffbau der Royal Navy im 18. Jahrhundert und die Organisation der Royal Navy im Kampf gegen Napoleon und ihre Zusammenarbeit mit zivilen Versorgern.
Er ist Fellow der Royal Historical Society, war 1992 bis 2006 deren Vizepräsident und war  Senior Vice President der Navy Records Society und war .
For his 2005 book, The pursuit of victory: the life and achievement of Horatio Nelson, Knight was awarded the Mountbatten Maritime Prize, The Duke of Westminster’s Medal for Military Literature, and the Anderson Medal of the Society of Nautical Research.

## Schriften
- The pursuit of victory : the life and achievement of Horatio Nelson, Allen Lane/Penguin 2005 (erhielt den Mountbatten Maritime Prize, die Anderson Medal der Society of Nautical Research und die Medaille des Herzogs von Westminster für Militärliteratur)
- Britain Against Napoleon: The Organization of Victory, 1793-1815, Allen Lane/Penguin  2013
- mit Martin Wilcox Sustaining the Fleet, 1793-1815: War, the British Navy and the Contractor State, Boydell & Brewer 2010
- Guide to the manuscripts in the National Maritime Museum, 2 Bände, London: Mansell 1977, 1980
- Herausgeber mit Alan Frost: The journal of Daniel Paine, 1794-1797 : together with documents illustrating the beginning of government boat-building and timber-gathering in New South Wales, 1795-1805, Sydney 1983
- Herausgeber: Portsmouth dockyard papers, 1774-1783: the American war: a calendar, Portsmouth 1987
- Herausgeber mit Einleitung: Shipbuilding timber for the British Navy : parliamentary papers, 1729-1792 (Faksimileausgabe), New York: Delmar 1993
- Herausgeber mit John Hattendorf, A. W. H. Pearsall, Nicholas Rodger, Geoffrey Till, Sainsbury British Naval Documents